# 강철의 연금술사
《강철의 연금술사》(일본어: 鋼の錬金術師 하가네노 렌킨주쓰시[*])는 아라카와 히로무(일본어: 荒川弘)가 만든 일본의 만화 작품이다. 스퀘어 에닉스의 만화 잡지 《월간 소년 간간》(일본어: 月刊少年ガンガン)에 2001년 8월호부터 2010년 7월호까지 연재되었다. 약칭은 원제의 鋼(はがね 하가네[*])와 錬(れん 렌[*])을 따서 《하가렌》(일본어: ハガレン)으로 불린다.
《강철의 연금술사》의 애니메이션화는 두 차례에 걸쳐 이루어졌다. 첫 번째 애니메이션은 원작이 연재되는 도중에 제작되었기 때문에 중반까지는 원래의 스토리를 따르다가 이후부터 결말까지의 내용은 독자적인 오리지널 스토리를 갖게 되었다. 이후 원작이 결말을 지어감에 따라 《강철의 연금술사 BROTHERHOOD》라는 제목을 달고 처음부터 결말까지 원작의 스토리에 충실한 애니메이션이 리메이크되었다.
코믹스는 2001년 첫 게재를 시작한 후 2011년 완결되었으며, 2004년 제49회 쇼가쿠칸 만화상, 2006년 제5회 도쿄 애니메이션 어워드 원작상 수상을 비롯, 2009년 12월 22일 발매된 단행본 24권까지의 일본 내 발행 부수는 누계 8,000만 부를 달성하였다.
동명의 TV 애니메이션(앞서 언급된 첫 번째 애니메이션을 말한다)은 2003년 10월부터 이듬해 10월까지 TBS, MBS에서 방영하였으며, 2005년 7월에는 TV 애니메이션의 후일담격 《극장판 강철의 연금술사 샴발라를 정복하는 자》(일본어: 劇場版 鋼の錬金術師 シャンバラを征く者)가 개봉하였다. 2009년 4월부터는 《강철의 연금술사 BROTHERHOOD》(일본어: 鋼の錬金術師 FULLMETAL ALCHEMIST)라는 이름으로 원작의 스토리에 충실한 새로운 TV 애니메이션이 제작되어 방영되었으며, 라디오 방송, 게임화를 비롯한 다양한 미디어믹스가 이루어지고 있다.
대한민국에서는 학산문화사에서 정식 판권을 취득하여 단행본을 발행하고 있으며, 2003년 판 애니메이션은 애니원, 챔프TV과 투니버스에서 판권을 취득하여 더빙판과 자막판을 방영하였다. 2009년판은 로이 머스탱이 러스트를 불태우는 장면 등 잔혹한 인간 살상 장면과 그로테스크 한 연출 등 여러 문제 때문에 청소년 보호법상, 19세로 등급이 올라갔다 2003년판은 엘릭이 엔비에게 끔살당했어도 12세 관람가였다 그 후 2017년에 미라지가 블루레이를 정발했는데 해당 더빙판은 미라지가 대원방송에 더빙판 저작권료를 낸 것으로 추정

## 줄거리

### 코믹스
연금술 대국인 아메스트리스의 리젬블에 사는 꼬마 연금술사 형제인 에드워드 엘릭과 알폰스 엘릭은 죽은 엄마를 되살리고자 하는 마음에 연금술을 이용하여 자신들의 엄마를 만들어내는 인체연성을 시도한다. 하지만 이들의 연금술은 실패하고, 진리의 문을 연 대가로 에드워드는 왼쪽 다리를, 알폰스는 자신의 몸 전체를 잃게된다. 이에 에드워드는 자신의 오른팔을 희생하여 동생 알폰스의 영혼을 장식용 갑옷에 정착시키는데 성공한다. 겨우 목숨은 건졌지만 갑옷의 몸이 되어버린 알폰스와 불구가 되어버린 에드워드. 이에 에드워드와 알폰스는 자신들의 잃어버린 몸을 되찾기 위한 단서인 전설속의 현자의 돌을 찾기 위한 여행을 떠나게 된다.

### 2009년판 애니메이션
엘릭 형제는 현자의 돌을 사용하는 호문클로스라는 괴물들과 맞딱뜨리게 되고, 엘릭 형제가 그토록 찾아해매던 현자의 돌을 만들기 위해서는 사람의 목숨이 필요하다는 사실을 알게 된다. 다른 사람을 희생하면서까지 자신들의 몸을 되찾아야 하는지 고민에 빠지는 엘릭 형제. 악의 무리인 호문클로스들과 아버지라고 불리는자와의 치열한 대결이 끝난 후, 에드워드는 자신의 진리의문을 대가로 알폰스의 몸을 연성하고, 알폰스는 원래 세계로 돌아오게 된다.

### 역사연표
- 1899년 에드 탄생
- 1900년 알폰스 탄생
- 1908년 이슈발 섬멸전
- 1911년 에드 국가 연금술사에 합격
- 1914년 ~리올~

## 등장인물

### 주인공 측
에드워드 엘릭(エドワード・エルリック)
성우: 박로미 / 빅 미뇨나 / 손정아
이작품의 주인공으로 줄여서 "에드"라고 불린다. 사상 최연소(12세)로 국가 연금술사(군에 소속된 연금술사로, 소령의 직급을 갖는다)의 칭호를 얻게 된다. 그의 호칭인 강철의 연금술사는 인체연성 실패로 잃어버린 수족을 대신하여 그의 오른팔과 왼발에 강철인 오토메일(자동 제어 장치)을 장착한 것에서 착안하여 붙여졌다. 원래의 신체를 되찾기 위해 동생 알폰스와 함께 현자의 돌을 찾아 여행을 한다. 인체연성을 하면 보게 된다는 "진리"를 봤기 때문에 일반적인 연금술사들과는 달리 연성진 없이 연성할 수 있다. 자신과 동생, 어머니를 버린 아버지 호엔하임을 싫어한다. 작은 키에 대해서는 대단한 컴플렉스와 불만을 가지고 있다. 트레이드 마크는 안테나모양의 머리와 일본 부채, 그리고 빨간 망토이다. 선량한 정의파이지만 가끔 약삭빠른 모습을 볼 수 있고 때때로 불량배마냥 폭주와 약은 잔꾀에 융통성 없이 사고치는 일도 다분하며 동생 알폰스와는 달리 고양이 알레르기가 있다.
알폰스 엘릭(アルフォンス・エルリック)
성우: 쿠기미야 리에 / 에런 디스뮤크 / 윤미나
에드워드 엘릭의 한 살 어린 남동생으로 "알"이라고 불린다. 그는 형인 에드워드와 같이 어머니 트리샤를 연성하다가 몸을 잃어버렸다. 그러나 형이 오른팔을 희생시키면서 단단한 무쇠 갑옷에 혈인(血印)을 써서 그의 영혼을 정착시켰다. 무서움과 차가운 느낌을 주는 큰 철갑에 혼이 머물러 있지만, 정반대로 매우 차분하고 상냥한 마음을 가진 소년이다. 갑옷이 무쇠로 된 강철이기 때문에 사람들이 에드워드가 아닌 알폰스를 강철의 연금술사로 오해하곤 한다. 잃어버린 몸을 되찾기 위해 형 에드워드와 함께 여행을 떠난다. 항상 냉정함과 침착함을 잃지 않는 인물로, 사고치는 일이 다반사인 형을 믿고 도와주면서 어려울 때 든든한 동반자가 되어준다. 고양이를 좋아하고 기르고 싶어해서 버려진 고양이를 보면 꼭 주워왔지만 고양이 알레르기가 있는 형에게 항상 거절당한다.
윈리 록벨(ウィンリィ・ロックベル) → 윈리 엘릭(ウィンリィ・エルリック)
성우: 토요구치 메구미 / 케이틀린 글래스 / 정소영 → 리메이크 - 타카모토 메구미 / 이지현
에드워드와 알폰스 엘릭의 고향인 리젬블 마을에 살고 있는 오토메일 정비사. 에드워드와 알폰스 형제와는 소꿉친구 사이이다. 에드에게 오른팔과 왼다리를 대신할 오토메일을 만들어 장착해 주었으며 기계나 오토메일 등에 대한 관심과 애착이 대단하여 오토메일의 성지로 불리는 러시밸리의 가필의 가게에서 일을 하기도 한다. 이슈발 내란으로 부모님을 잃고 현재 할머니인 피나코 록벨과 함께 살고 있다. 후에 부모님을 죽인 원수인 스카(흉터가 있는 남자)를 죽이려 하지만 에드의 만류로 그만둔다. 참고로 첫 번째 제작되었던 애니메이션(통칭 구 하가렌 / 2003년작)에서는 윈리의 부모님을 죽인 사람이 머스탱 대령으로 나온다.
피나코 록벨(ピナコ・ロックベル)
성우: 아소 미요코 / 김정애
윈리의 할머니로 오토메일 기사이자 의수족 정비사의 스승. 호탕한 성격의 소유자로 조그만 키에 위로 향하는 특이한 포니테일 머리스타일을 하고 있다. 이슈발 내란으로 자식 내외를 잃고, 손녀인 윈리와 살고 있다. 술친구인 호엔하임의 아들 에드워드와 알폰스를 손자처럼 아낀다. 젊었을 때부터 친구였던 호엔하임이 나이가 든 지금까지 여전히 젊은 얼굴 그대로라는 사실을 이상하다고 생각은 하지만 별로 신경쓰지 않는다.
덴(デン)
록벨 가의 애완견. 사고에 말려들 뻔한 엘릭 형제와 윈리를 구하고 왼쪽 앞다리를 잃어 오토메일 다리를 달고 있다. 참고로 암컷.

### 군부 측
로이 머스탱(ロイ・マスタング)
성우: 오카와 도루 / 트래비스 윌링햄 / 성완경 → 리메이크 - 미키 신이치로 /성완경
아메스트리스 군부의 대령. 국가 연금술사이며 칭호는 '불꽃의 연금술사'. 바깥쪽에 연성진이 그려진 장갑을 착용한 손의 엄지와 검지를 튕겨 불꽃을 일으킨다. 장갑은 작은 마찰에도 스파크를 일으키는 발화포가 재료이고 장갑의 연성진은 산소의 농도조절용이다. 그의 능력은 최강의 연금술로 여겨진다.  하지만 비가 오는 날이나 자신이 물에 흠뻑 젖었을 때는 불을 내지 못하게 되는 단점이 있다. 연애의 명수로, 심복인 호크아이 중위가 없는 자리에서는 시도 때도 없이 여자들에게 작업을 건다. 국가와 국민에 헌신하기 위해 군인이 되었으나 이슈발 내란을 겪으며 상부의 명령으로 수많은 이슈발인을 죽이게 되고, 그로 인해 '이슈발의 영웅'으로 불리게 되지만 자신의 신념이 흔들린다. 오랜 친구인 마스 휴즈와 대화 끝에 '사람은 자신의 아래에 있는 사람밖에 지키지 못하기 때문에, 내가 이 나라의 꼭대기로 올라서서 나의 아랫사람들을 모두 지켜주겠다'라는 생각을 가지게 되고, 군의 최고 지휘관인 대총통이 되려는 야망을 갖게 된다. 구 하가렌 애니메이션(첫 번째 제작된 애니메이션)에서는 이슈발전쟁에서 윈리의 부모님을 죽인 장본인으로 나오지만 그것은 애니메이션만의 오리지널 스토리이고, 원작에서 윈리의 부모님을 죽인 사람은 스카이다. 실제로는 몸을 잃어버린 엘릭 형제를 물심양면으로 도와주는 따뜻한 내면을 지니고 있다. 믿고 의지하는 친구인 휴즈 중령이 누군가에게 암살된 후, 범인을 찾아 죽이기 위해 수단과 방법을 가리지 않게 된다.
알렉스 루이 암스트롱(アレックス・ルイ・アームストロング)
성우: 우쓰미 겐지 / 크리스토퍼 새벗 / 시영준
아메스트리스 군부의 소령. 국가 연금술사로 칭호는 '호완(豪腕)의 연금술사'. 손에 착용하는 너클에 새겨진 연성진을 통해 연금술을 행할 수 있다. 항상 옷을 벗어제친 후 자신의 근육을 자랑하는 자아도취형이라서 주변사람들을 종종 당황시킬 때가 있다. 우락부락한 겉모습과는 달리 주변사람을 누구보다도 챙기는 마음이 여린 인물로, 이슈발 내전에 참전했을 때 참혹하게 죽임을 당하는 사람들을 보고 충격을 받아 더이상의 전투를 거부, 상부에 찍혀 출세길이 막혔다. 호문쿨루스의 진실에 다가서는 엘릭형제를 적극적으로 지원한다.
매스 휴즈(マース・ヒューズ) (중령)→(준장)
성우: 故 후지와라 케이지 / 소니 스트레이트 / 故 김일 → 리메이크 - 故 후지와라 케이지 / 박서진
아메스트리스 군부의 중령으로 비수의 명인이다. 머스탱 대령과 사관학교 동기로 서로 믿고 의지하는 사이이다. 아내 그레이시아와 딸 엘리시아가 있으며, 팔불출인 그는 하루 일과가 딸과 부인 자랑이다. 근무시간 중에 군용 전화기로 머스탱에게 딸 자랑을 하는 등 그의 가족 사랑은 매우 지극하다. 그런 휴즈이기에 어머니를 잃고 인체연성을 시도했다는 에드워드 형제를 가엾게 여겨 물심양면으로 도와준다. 엘릭 형제를 도와 호문쿨루스에 대해 조사하던 중 그는 우연히 호문쿨루스의 계획을 정확히 간파하게 되지만 곧바로 러스트의 공격을 받게 되고, 가까스로 도망치지만 아내의 모습으로 변장한 엔비의 계략으로 인해 결국 어느 공중전화부스에서 살해당한다. 여태까지 세운 공을 인정받아 2계급 특진하여 준장으로 추서되었다.
리자 호크아이(リザ・ホークアイ)
성우 : 네야 미치코 / 콜린 클링컨비어드 / 임주현 → 리메이크 - 오리카사 후미코 / 김성연
아메스트리스 군부의 중위로 로이 머스탱의 심복이며 그의 비서 역할을 맡고 있다. 백발백중의 사격솜씨로 이슈발 내란에서 저격수로 공을 세워 '호크 아이 (매의 눈)'이라 불리기도 한다. 블랙 하야테(=검은 질풍)라는 이름의 개를 기르고 있다. 아버지의 제자였던 머스탱과 사랑하는 사이지만 서로 겉으로 드러내지는 않는다. 연금술사였던 아버지가 등에 새겨놓은 연성진(머스탱의 불꽃의 연금술)을 머스탱에게 보여주어 불꽃의 연금술을 완성하지만, 그 불꽃이 이슈발 내전에서 사람들을 죽이는데 사용된 것에 회의를 느끼고 머스탱에게 부탁해 등의 연성진을 태워버린다.
쟝 하보크(ジャン・ハボック)
성우 : 마츠모토 야스노리 / 마이크 맥팔랜드 / 엄상현 → 리메이크 - 우에다 유지 / 임경명
아메스트리스 군부의 소위로 머스탱의 직속 부하. 시골 출신의 촌뜨기로 하루에 담배 몇 갑을 피워대는 골초. 머스탱 측의 정보를 캐내기 위하여 접근한 호문쿨루스인 러스트와 데이트를 하였다. 그러다 결국 정체를 드러낸 러스트의 공격에 척추를 다쳐 반신불수의 몸이 되고 이때부터 현자의 돌로 치료를 받을 때까지 평생 휠체어 신세를 지게 된다. 반신불수의 장애 때문에 군에서 나온 후 고향인 시골에서 조용히 지내며 군부를 장악한 호문쿨루스와 싸우는 머스탱을 여러가지로 지원하는 일을 맡는다. 원작 에필로그에서는 재활치료를 하는 사진이 있고, 애니메이션에서는 마지막 화에 머스탱이 현자의 돌을 양보해 다리를 치료한다는 내용이 다르다.
바트 펄만
성우 : 무로조노 타케히로 / 카일 에이베어 / 故 김관진 → 리메이크 - 하마다 겐지 / 서원석
아메스트리스 군부의 준위. 로이 머스탱의 직속 부하들 중 한 명으로, 세세한 사실들을 놓치지 않고 기록하는 꼼꼼함 덕분에 머스탱 대령에게 발탁되었다. 다만, 실전에서의 능력이 부족하다 보니 전투에서는 미숙한 모습을 보이곤 한다. 애니메이션에서는 별로 큰 활약을 보이지는 않지만, 원작에서는 '밸리 더 쵸퍼'를 감시하는 등 여러 가지 역할을 맡았다. 대총통에 의해 북방사령부로 좌천되었다가 또다시 좌천되어 브릭스요새로 파견된 후, 엘릭 형제와 재회한다.
케인 휴리
성우 : 시라토리 테츠 / 케빈 M. 코널리 / 박찬희 → 리메이크 - 카키하라 테츠야 / 박서진
아메스트리스 군부의 상사. 로이 머스탱의 직속 부하들 중 한 명으로, 자연과 동물을 아끼고 사랑하는 순박한 청년이다. 무전이나 통신 관련 분야에 능통하여, 머스탱 대령이 그 능력과 경험을 높이 사서 발탁되었다. 구 애니메이션에서의 비중은 낮지만, 원작에서는 중견 핵심인물로 활약한다. 대총통에 의해 남방사령부로 좌천되었다가 군에서 이탈한 후 로이 머스탱이 대총통을 타도하는 것을 돕는다.
하이만스 브레다
성우 : 시무라 토모유키 / 제러미 인먼 / 홍진욱 → 리메이크 - 사토 비이치 / 최낙윤
아메스트리스 군부의 소위. 로이 머스탱의 직속 부하들 중 한 명. 뚱뚱한 채격 & 게으르게 생긴 것 과는 다르게 매우 똑똑한 사람으로서 로이 머스탱에게 발탁되었다. 개를 무서워한다는 단점이 있다. 대총통에 의해 서방사령부로 좌천되었으나, 군에서 이탈한 후에는 다른 부하들과 마찬가지로 로이 머스탱을 돕는다.
마리아 로스
성우 : 사이가 미츠키 / 메러디스 매코이 / 배정민 → 리메이크 - 나즈카 가오리 / 김민정
아메스트리스 군부의 소위. 암스트롱의 직속부하. 암스트롱의 명령에 의해 센트럴에서 에드워드의 호위를 담당하였던 여성 군인으로, 에드워드보다 계급이 낮지만 에드워드를 아끼고 감싸주는 보호자 역할을 한다. 그의 모습으로 변신한 엔비로 인해 휴즈의 살해 용의자로 몰려 사형당할 위기에 처하지만, 머스탱이 더미(로스 소위로 위장한 가짜 시체)를 불태워 그녀를 죽인걸로 위장한 덕분에 목숨을 건진다. 아메스트리스의 이웃국가인 싱으로 도피했다가 이후 아메스트리스로 돌아와 머스탱과 엘릭형제를 돕는다.
데니 블로슈
성우 : 하라다 마사오 / 짐 포론다 / 전광주
아메스트리스 군부의 중사. 암스트롱의 직속부하. 마리아 로스와 팀을 이루어 행동하며, 에드워드 엘릭의 호위 역할을 맡았다. 로스 소위가 머스탱의 작전에 의하여 싱으로 도피한 이후 그가 사망한 줄 알고 슬퍼하지만, 로스 자신은 브로쉬가 감정을 잘 조절하지 못하여 진실을 말할걸 염려했기 때문에 일부러 살아있다는 것을 알려주지 않았다. 로이 머스탱이 센트럴에서 대총통의 타도를 시도하게 되자, 적극 합류한다.
스카(傷の男(スカー))
성우 : 오키아유 료타로 / 데이미언 클라크 / 김준 → 리메이크 - 미야케 겐타 / J. 마이클 테이텀 / 이봉준
이름이 불명인 이슈발인. 그가 '스카'라고 불리는 이유는 이마에 난 X자의 큰 흉터(scar) 때문. 형에게 받은 연성진이 그려진 오른팔을 가지고 있으며, 그 팔을 통해 물질을 분해, 파괴시키는 연금술을 사용한다. 내전으로 국가연금술사인 킴블리에게 가족과 삶의 터전을 잃은 원한 때문에 한동안 국가 연금술사들을 살해하고 다녔으며, 에드도 그에 의해 목숨을 잃을 뻔한 적이 있다. 이슈발 내전 당시 윈리의 부모를 살해한 범인이다. 연금술과 연단술에 관한 진실을 밝혀내고 아메스트리스 정부에 대항할 힘을 얻기 위해 마르코 박사, 메이 등과 함께 여행한다.
구 애니메이션에서는 그의 오른팔이 현자의 돌의 연성진이었기 때문에, 킴블리에게 목숨을 잃을 뻔한 알폰스를 현자의 돌로 만들어 주고 죽는다.
팀 마르코
성우 : 도타니 고지 / 브라이스 암스트롱 / 엄상현 → 리메이크 - 오모로 마사유키 / 제리 러셀 / 탁원제
'Dr. 마르코'라 불리던 중년남성. 국가 연금술사로서의 두 번째 이름은 '결정의 연금술사'였다. 군부의 명령에 의하여 현자의 돌에 대해 연구하고 실제로 만들어 낸 적이 있는 사람이지만, 그 연구에 대해 양심의 가책을 느끼고 군에서 도망쳐나와 숨어 살게 되었다. 하지만 우연히 엘릭 일행과 만나게 되고 현자의 돌에 대해 간접적인 힌트를 주게 되지만, 당시 에드를 미행하던 호문클루스에게 거처가 발각되어 위협을 받게 된다. 현자의 돌에 대한 해박한 지식을 갖추고 있어서, 현자의 돌을 파괴하는 방법으로 엔비를 물리치기도 했다.
졸프 J. 킴블리
성우 - 우에다 유지 / 에릭 베일 / 엄상현 → 리메이크 - 요시노 히로유키 / 최한
'홍련의 연금술사'라는 두 번째 이름을 가진 국가 연금술사였으며, 연금술을 통해 주위의 인간이나 다른 물질을 폭발물로 변화시키는 특기가 있어서(양쪽 손바닥에 연성진이 문신으로서 그려져 있다), '폭탄광'이라는 별명도 얻게 되었다. 이슈발 내전에 참전하였을 때 현자의 돌을 차지하기 위해 상관을 죽였고 그로 인해 수감되었다. 구 애니메이션에서는 제5연구소의 소동을 틈타 탈출하였고, 코믹스에서는 호문쿨루스의 계획에 따라 석방되어 스카를 쫓는 임무를 맡는다. 사람을 죽이는 데에 아무런 가책을 느끼지 않으며, 살상과 파괴를 즐기는 살인자이다. 또한 모두에게 정중한 높임말을 사용한다. 그의 활동은 원작과 애니메이션에서 서로 크게 다르지만, 보통은 에드 일행과 대치하는 입장에 선다. 스카의 형을 죽이고 스카의 이마에 흉터를 낸 장본인이다. 구 애니메이션에서는 스카와의 싸움 끝에 죽게 되고, 코믹스에서는 알폰스 일행과 싸우다가 하인켈의 기습으로 치명상을 입고 프라이드에게 흡수되고 만다.
바스크 그렌(준장)
성우 - ?? / 김준
'철혈의 연금술사'라는 두 번째 이름을 가지며, 군사격투와 무기 사용에 능통한 준장이다. 그의 연금술은 주위의 철이나 다른 금속 성분들을 재료로, 대포를 비롯한 수많은 무기들을 만들어 공격하는 형태 (연금술을 사용하는 도구는 암스트롱의 너클과 비슷하다). 이슈발 내전을 비롯한 수많은 전투 경험을 갖추고 있는 베테랑 연금술사지만, 스카에 의해 살해당한다.
쇼우 터커
성우 - 나가이 마코토 / 척 휴버 / 故 김관진 → 리메이크 - ?? / 서원석
'철명(撤命)의 연금술사'가 그의 호칭으로, 다수의 생물체를 합성하여 키메라를 연성하는 연금술에 능통하다. 국가 연금술사의 정기적인 자격 심사를 통과하고 생활고를 극복하기 위해, 자신의 아내와 딸 니나를 키메라 합성의 재료로 사용해 버린다. 니나가 키메라의 재료로서 사라진 것이 에드에게 발각된 후, 비참한 결말을 맞게 된다. 원작에서는 스카에 의해 키메라로 변한 니나와 함께 살해되며, 애니메이션에서는 군에 의해 죽은 것으로 위장된 채 키메라로 합성되어 살아간다.
졸리오 코만치
'은의 연금술사'라는 두 번째 이름을 가진 나이든 연금술사로, 원작에만 등장한다. 장갑의 손바닥 부분에 그려진 연성진을 통해, 금속으로 된 날카로운 무기들을 만들어 공격한다. 이슈발 내전에 참전하였을 때 다리를 잃게 되어 이슈발인을 증오한다. 스카의 습격을 받고 대결을 펼치지만 희생된 다른 국가 연금술사들처럼 죽고 만다.
올리비에 루이스 암스트롱(소장)
성우 - 소우미 요코 / 스테퍼니 영 / 양정화
아메스트리스 군부의 소장. 북방 사령부를 총지휘하는 여장부. 암스트롱 가문의 장녀로, 알렉스 루이 암스트롱의 누나이다. 큰 키와 터프한 성격을 가진 강인한 여장군으로, 북방사령부의 국경에 있는 브릭스 요새의 보안을 담당하고 있다. 엘릭 형제가 브릭스를 방문하였을 때 돌연 나타난 슬로스와의 싸움을 통해 아메스트리스에 일어나고 있는 음모에 대해 알게 되고 군 상층부를 타도하기 위해 센트럴로 향한다.
버커니어(대위)
성우 - 오토모 류자부로
북방군의 대위. 원작에서만 등장한다. 올리비에 밀라 암스트롱의 부하로, 턱수염을 짧게 기른 큰 체구의 남자. 전투에 유용하도록 개조된 특수한 오토메일을 착용하고 있으며, 올리비에 소장과 깊이 신뢰하는 사이인 충직한 부하이다. 나이가 적지만 자신보다 높은 계급인 에드워드(국가 연금술사는 소령 대우)를 싫어한다. 센트럴 공방전에서 중앙사령부의 정문을 장악하는데 성공하지만, 돌연 나타난 킹 브레드레이에게 대적하다가 전사한다.
마일즈(소령)
성우 - 나카이 카즈야 / 윤동기
북방군의 소령. 역시 원작에서만 등장한다. 이슈발 출신의 군인으로, 버커니아와 마찬가지로 올리비에 밀라 암스트롱 소장 휘하로서 북방사령부에 있다. 이슈발 혼혈인으로 아메스트리스 내의 이슈발인에 대한 차별을 없애기 위해 노력하고 있다.
하인켈
졸프.J.킴블리의 부하. 사자로 변신하는 키메라이다. 나중에 킴블리에게 버려져서 에드워드 엘릭과 동행한다. 나중에 호문쿨루스 프라이드와 싸우다가 큰부상을 입는다. 그 후 알폰스 엘릭과 함께 센트럴로 떠난다. 지금은 요키와 다리우스랑 같이 서커스에 있는 것 같다.
다리우스
졸프.J.킴블리의 부하. 고릴라로 변신하는 키메라이다. 나중에 킴블리에게 버려져 에드워드 엘릭과 동행한다. 그 다음에는 에드 일행과 함께 센트럴로 떠난다. 지금은 요키와 하인켈과 함께 서커스에 있는 것 같다.
잠파노
졸프.J.킴블리의 부하. 멧돼지로 변신하는 키메라이다. 등에 있는 가시로 공격한다. 나중에 마음이 바뀌어 알폰스 일행에게 가담한다.나중에 엔비에게 마르코 박사가 있는 위치를 알려주어 배신자인 줄 알았으나 마르코 박사가 엔비를 사로잡기 위한 함정이었다. 그 후 에드 일행과 함께 센트럴로 떠난다. 지금은 알폰스와 같이 원래 몸으로 돌아가기 위해 싱으로 갈 생각이다.
젤소
졸프.J.킴블리의 부하. 두꺼비로 변신하는 키메라이다. 끈적한 침으로 공격한다. 나중에 마음이 바뀌어 알폰스 일행에게 가담한다. 그 후 에드 일행과 함께 센트럴로 떠난다. 지금은 알폰스와 같이 원래 몸으로 돌아가기 위해 싱으로 갈 생각이다.
그루먼(중장)→(대장)
동방사령부의 중장. 나중에 킹 브래들리가 죽고 대총통이 된다.
레이븐(중장)
아메스트리스 군부의 중장. 아메스트리스의 비밀을 알고 있는 군상층부 인간 중 한명. 후에 올리비에 밀라 암스트롱 소장의 손에 죽임을 당한다.
녹스
이슈발 섬멸전에서 머스탱과 함께 인체실험을 한 의사. 종전 후엔 사람을 돌볼 자격이 없다며 검시전문의가 되었다.
검은 질풍호
휴리가 주워온 개. 용감하고 똑똑하며 주인인 호크아이를 위기에서 구하기도 한다.
레베카 카타리나
호크아이의 친구. 동방사령부에서 근무한다.

### 호문쿨루스
인간과 유사한 형태를 가진 인조 생명체로, 모두 7명이 있다. '아버지'라고 불리는 호문쿨루스(플라스크 속의 작은 인간)가 자신의 7가지 감정을 떼어내어 만들어낸 것이 바로 호문쿨루스들이다. 이들의 이름은 가톨릭의 교리에서 일컬어지는 '인간의 7대 죄악'을 의미하는 단어들로부터 비롯되었으며, 그래서인지 이들의 성격이나 특성은 각각에게 붙여진 이름과 관련이 있다. 호문쿨루스는 기본적으로 현자의 돌을 통해 만들어진다(구 애니메이션에서는 현자의 돌 대신 그와 유사한 '붉은 돌'을 사용한다). 구 애니메이션에서는 인체연성에 실패한 육체로부터 만들어지는 것으로 설정하였지만(이 때에는 원작의 연재분이 호문쿨루스의 정체에 대해서는 아직 밝히지 않았던 시점이라서 애니메이션 오리지널 스토리로써 이러한 설정을 만들어 내었다), 원작에서는 '아버지'에 의해 만들어졌다는 것만 나타날 뿐, 호문쿨루스가 어떤 방법으로 탄생하는지는 잘 언급되어 있지 않다. 다만 대총통이나 린 야오처럼 살아있는 사람의 몸에 현자의 돌을 주입하는 방법으로 호문쿨루스를 만들기도 한다. 호문쿨루스는 불사신이라고 여겨질 정도로 강력한 몸을 가지고 있어서, 인간에 있어서는 치명적인 부상을 입게 되더라도 현자의 돌의 힘으로 금방 재생되어 원래대로 돌아온다. 하지만 이들의 몸 속에 있는 현자의 돌은 한정되어 있기 때문에 전부 소모하면 죽을 수 있다. 그 외에 러스트와 그리드, 엔비 등의 호문쿨루스는 스스로의 몸을 변화시켜 전투에 활용하기도 한다. 그러나 호문쿨루스들이 연금술을 사용하는 것은 일반적으로는 불가능하다.
러스트(ラスト, 색욕 ,Lust)
성우 : 사토 유코 / 로라 베일리 / 김옥경 → 리메이크 - 이노우에 키쿠코 / 이미나
'색욕'이라는 이름의 의미에 걸맞게 아름다운 여성의 미모를 소유하고 있다. 글러트니와 엔비와 함께 행동하며 배후에서 음모를 꾸미고 몰래 실행하는 역할을 한다. 양손의 손톱을 길고 날카로운 창처럼 변화시켜 상대에게 휘두르는 방법으로 공격하기 때문에 '최강의 창'이라는 별명을 가지고 있다. '창'이라고는 하나 그 손톱은 찌르기와 베기 양쪽 다 가능한 극히 날카로운 무기이며 거기에 손톱의 신축 속도도 상당히 빠르기에 사람을 한순간에 토막내는 것도 가능. 또한 신출귀몰로 거리 하나 정도는 규모에 관계없이 지도에서 손쉽게 지워버릴 수 있다. 가슴 위쪽 중앙에 우로보로스의 문신이 있다.
원작에서는 제3연구실에서 머스탱의 불꽃의 연금술 공격을 받고 소멸된다.(원작 19화)
구 애니메이션에서는 인간이 되기 위해 우두머리인 단테를 배신하고 엘릭 형제의 편에 서서 다른 호문쿨루스들과 전투를 벌이지만 도중에 약점인 자신의 유품이 노출되는 바람에 연금술을 사용하는 라스에 의해 죽게 된다.
글러트니(グラトニー, 폭식, Gluttony)
성우 : 타카토 야스히로 / 크리스 카슨 / 홍진욱 → 리메이크 - 시라토리 테츠 / 서원석
매우 살찐 둥글둥글한 몸을 가지고 있고 팔뚝과 손이 상당히 굵은 편. 큰 덩치에 비해 사고력이 너무 단순해서 온통 먹을 수밖에 머릿속에 없으며 입에 걸렸다 하면 아무거나 먹을 수 있어서 바위나 나무 등은 물론이고 사람을 뼈까지 통째로 해치우기도 한다.
평소엔 입을 통하여 무엇이든 먹지만, '아버지'가 진리의 문을 인공적으로 만들려다가 실패한 '유사 진리의 문'을 뱃속에 포함하고 있어서, 본인의 의지에 따라서 자신의 배 전체에 걸친 괴물같은 입을 벌려 넓은 범위의 것들을 순식간에 먹어버린다. 이 유사 진리의 문과 접속이 가능하며 이 상태에서 글러트니가 삼킨 것은 전부 문 너머의 진리와의 틈새에 있는 무한의 공간으로 보내지게 되어, 일단 그 속에 들어간 자는 에드의 경우처럼 인체연성 전법이라도 쓰지 않는 한은 절대로 빠져나올 수 없다.
이 능력 덕분에 '최강의 식욕'이라는 별명이 붙었지만 그것 때문에 살이 빠질 날이 없다고 그리드가 빈정거렸다고 한다. 러스트를 누나처럼 여기고 동행하며 입버릇으로 '먹어도 돼?'라는 말을 자주 한다. 스카와 싸워서 이길 정도로 격투 능력은 우수하지만, 러스트가 죽은 후에는 의기소침해져서 잘 행동하려 들지 않게 된다. 글러트니가 어떤 방법으로 만들어졌는지는 불분명. 후각이 뛰어나 냄새를 잘 맡기에 시야가 가려지거나 모습을 감춰도 냄새만으로 적을 쫓을 수가 있다. 혓바닥에 우로보로스의 문신이 있다.
원작의 경우에는 현자의 돌을 전부 소모해 버려서 '아버님'에 의해 재탄생되지만 이후 에드 일행과의 전투 중에 글러트니의 후각 탐지 능력을 원한 프라이드에 의해 잡아먹혀 흡수되어 버린다.
구 강철에서는 단테가 붉은 돌의 제조용으로 만들었다고 하며, 마지막에 단테에 의해 이성을 잃고 폭주한 후 거대한 괴물의 형태로 변하게 된다.
그리드(グリード, 탐욕, Greed)
성우 : 스와베 준이치 / 크리스 패튼 / 박찬희 → 리메이크 - 나카무라 유이치 / 트로이 베이커 / 현경수
이름 그대로 탐욕스러운 성격을 가진 호문쿨루스로 스스로의 욕망을 충족하기 위해 자신의 보스(원작에선 아버님 / 구 애니메이션에서는 단테)를 배신하고 여러 명의 부하와 패거리를 만들어서 행동한다. 보통은 젊은 남자의 모습을 하고 있지만 몸의 탄소를 조작하는 능력으로 피부의 겉면을 다이아몬드 급으로 매우 단단하게 경질화시킬 수 있다. 이 때문에 '최강의 방패'라는 별명이 붙어 있다. 스스로가 불사의 몸을 얻고 싶어해서 영혼의 정착과 관련이 있는 엘릭 형제에게 접근하기도 한다.
원작에서는 대총통과의 대결 끝에 생포되어 소멸되었다가 린 야오의 몸을 빌려 재탄생한다. 새로 탄생한 그리드는 이전 그리드 시절의 기억을 잃어버린다. 하지만 결국 이전의 기억을 되찾은 후에 과거 자신의 동료들을 죽인 라스에게 분노해 공격을 가하고는 도주한다. 린과 대화를 나누면서 그의 "채워지지 않는 욕심"이란 것이 결국 사람간의 유대(동료)라는 것을 알게 되고, 최후의 전투 때 동료들을 도와 '아버지'에게 치명상을 입히고 죽는다.
애니메이션에서는 단테에 의해 탄생한 호문쿨루스이며 배신했다는 이유로 힘을 빼앗기고 에드에게 죽음을 맞이한다.
라스(ラース, 분노, Wrath)
이 캐릭터는 원작과 구 애니메이션의 설정이 아주 다르다.
성우 - 미즈키 나나 / 루시 크리스천 / 배정민
- 구 애니메이션 : 엘릭 형제의 스승인 이즈미가 죽은 아들을 인체연성하다 실패하며 만들어진 호문쿨루스. 스스로의 신체를 다른 물질과 연성할 수가 있다. 인체연성을 시도하면서 진리의 문을 보는 에드의 오른쪽 팔과 왼쪽 다리를 빼앗아 달아서인지 호문쿨루스 중에서 유일하게 연금술을 사용할 수 있는 존재가 되었다. 에드워드로부터 빼앗은 팔과 다리를 단테에 의해 잃어버리지만 이때부터 개과천선, 윈리가 에드의 것과 같은 오토메일을 달아준다. 극장판에서는 연금술이 봉인된 채로 등장하여 알폰스를 돕다가 마지막에 괴물로 변한 글러트니에게 잡아먹혀 죽는다. 왼쪽 발뒤꿈치에 우로보로스의 문신이 있다.
- 원작 : 군부의 수장이자 대총통인 킹 브래들리. 어릴 적부터 가족이 아닌 다른 사람의 손에 실험 대상으로서 키워진 후, 현자의 돌을 강제로 이식받는 데에 성공하여 호문쿨루스가 되었다. 그 때부터 그의 신체적인 능력이 월등하게 좋아지게 되는데, 그중에서도 '최강의 눈'이라고 불리는 특수한 왼쪽 눈을 가지게 되면서 정교한 전투를 할 수 있게 되었다. 검술이 특기이며, 다른 호문쿨루스와는 다르게 호문쿨루스 고유의 기척이 없고 재생 능력도 갖고 있지 않으며 시간이 지나감에 따라 나이를 먹는다. 하지만 그러한 단점들이 별 의미가 없을 정도로 엄청난 전투 능력을 가진 실력자. 원작 후반부에 스카와 목숨을 건 마지막 싸움을 하다 장렬하게 사망한다. 왼쪽 눈동자가 없고 그 자리에 우로보로스의 문장이 있으며, 평소에는 그 눈을 안대로 가리고 있어서 평범한 인간과 구분이 되지 않는다. 성격이나 행동도 다른 호문쿨루스와는 차이가 있다. 아들(호문쿨루스인 셀림),대총통의 자리 ,부하 ,힘 모두 위에서 내려준 것이지만, 아내만은 자신이 선택한 사람으로 진심으로 사랑하는 사람이다.

슬로스(スロウス, 나태, Sloth)
이 캐릭터는 원작과 구 애니메이션의 설정이 아주 다르다.
성우 - 다카모리 요시노 / 리디아 매케이 / 김희선
- 구 애니메이션 : 엘릭 형제가 자신의 어머니를 연성하다가 실패하여 만들어진 호문쿨루스. 대총통의 비서관인 줄리엣 더글라스를 가장해 정보를 파악하기 위해 군부에 잠복하고 있다. 신체의 일부를 엑체로 변화시켜서 공격한다. 문신의 위치는 러스트와 비슷하게 왼쪽 가슴 위쪽에 우로보로스의 문신이 있다.
- 원작 : 거대한 몸집을 가진 호문쿨루스로, 굉장한 근력과 대포로도 관통되지 않을 정도의 내구력을 가지고 있다. '나태'라는 이름의 의미답게 매우 게으른 성격을 가지고 있어서, 모든 행동을 대단히 귀찮아하고 말하는 속도도 느리다. 프라이드의 명령으로 아메스트리스의 주위를 따라 후에 연성진으로 쓸 거대한 원형 통로를 오랜 시간에 걸쳐 파냈다. 통로를 완성한 후에는 암스트롱 일행과 일전을 벌이지만 그 전투에서 현자의 돌의 힘을 전부 소진하여 죽게 된다. 외모와는 다르게 엄청난 민첩성을 가지고 있어서 '최속(最速)의 호문쿨루스'라고 불리지만(또는 '최강의 속도'), 그의 특이한 성격으로 인해 평소에는 느릿느릿하다. 게다가 그 진짜 속도는 너무나도 빠른 나머지 슬로스 본인도 전혀 컨트롤이 되지 않기에 오로지 일직선 돌진밖에 못한다는 문제점이 있다. 오른쪽 어깨 뒤쪽에 우로보로스의 문신이 있다.

프라이드(プライド, 교만, Pride)
이 캐릭터는 원작과 구 애니메이션의 설정이 아주 다르다.
- 원작 (성우 - 산페이 유코 / 브리트니 카바우스키 / 이명희)

모든 호문쿨루스들 중 가장 나중에 등장하며, 은폐되어 있던 그의 정체는 대총통의 양아들인 셀림 브래들리이다. 겉보기에는 가장 어리지만 실제로는 호문쿨루스 중에서 가장 나이가 많고 서열이 높아서 다른 호문쿨루스들도 그에게 복종하는 경우가 많다. 그는 '최초이자 최강의 호문쿨루스'라는 사실에 자부심을 가지며, 모든 사람한테 정중한 높임말을 사용하지만 이와 상반되게 도도하고 잔인무도한 성격을 가지고 있다. 그와 동시에 매우 냉철한 면도 가지고 있어서 상대가 방심하는 사이에 허를 찌르거나 태연하게 상대를 도발하는 등 전투에서는 상당히 지능적인 모습을 보여준다. 그는 호문쿨루스의 가장 원시적인 특성을 가지는 것으로 보이며, 그림자를 조작하여 주위의 사물을 단번에 절단할 수 있다. 다만 빛이 없는 완전히 어두운 상태나 그림자를 날려버릴 정도의 섬광이 비출 때에는 그 능력을 사용할 수 없다. 그가 가진 힘을 사용하여 글러트니를 흡수함으로써 글러트니가 가지고 있던 후각 능력을 얻었고 치명상을 입어 쓰러져 있는 킴블리도 그의 그림자로 집어삼킨다. 에드와의 전투에서 자신이 집어삼킨 킴블리의 등장으로 결국 힘을 모두 잃고 작은 태아의 모습을 한 본체만 남게 되었다. 우로보로스의 문장의 위치는 불명.
엔비(エンヴィー, 질투, Envy)
성우 : 야마구치 마유미 / 웬디 파월 / 엄상현 → 리메이크 - 타카야마 미나미 / 서유리
성별의 개념이 불분명한 외모를 가지고 있다. 이름에 걸맞게 투기가 심하고 개구쟁이에 비열한 성격이 특징이며, 변신술을 통해 원하는 외모와 목소리로 스스로를 위장할 수 있어서 상대의 심리를 곧잘 이용한다. 휴즈의 부인으로 변장하여 휴즈를 살해하였다. 또한 예전에는 군의 한 장교로 변신하여 이슈발 내전을 일으킨 적도 있다. 원작에서는 자신의 원형인 거대한 괴물로 변신하는 능력이 있는데, 현자의 돌을 소진하면 작은 도룡뇽 같은 형태로 변한다. 왼쪽 허벅지에 우로보로스의 문신이 있다.
원작에선 마르코 박사를 잡으러 왔다가 도리어 마르코의 공격에 의해 육체가 분해되어 도룡뇽 형태의 모습으로 변하게 된다. 이후 메이를 속여 센트럴로 돌아와 간신히 원래 모습을 되찾는데 성공하지만, 휴즈를 죽인 범인이 엔비라는 것을 알게 된 머스탱의 불꽃 공격을 받고 죽음의 위기에 처한다. 최후에 자신이 그토록 무시했던 하등동물인 인간, 에드워드 엘릭이 자신의 처지를 이해하고 불쌍히 여긴다는 것을 알게 되자 눈물을 흘리며 자살한다.
구 애니메이션에서는 본래 호엔하임의 아들이어서 에드에게 강한 질투와 증오심을 불태우는 캐릭터로 설정되었다. 진리의 문 저편으로 날아간 에드를 따라 자신도 그곳에 뛰어든다. 이후 극장판인 샴발라에서 재등장하여 아메스트리스로 향하는 입구를 열기위하여 노력하는 독일의 초과학 광신자 집단인 '틀레회'에 의하여 문을 여는 재료로 쓰여 죽는다.
- 구 애니메이션 : 군부의 수장이자 대총통인 킹 브래드레이로서 등장하고 있다. 핵심적인 특징은 코믹스판의 '라스'와 비슷하며 로이 머스탱과의 치열한 싸움 끝에 죽는다.

'아버지' (성우 - 가유미 이에마사 / 켄트 윌리엄스 / 강구한)
원작에서 호문쿨루스를 만들고 통솔하는 자. 그가 크세르크세스를 멸망시키기 전에는 플라스크에 갇혀 있는 작은 모습을 하고 있었다. 원래 호문쿨루스라는 단어도 '플라스크 속의 작은 인간'을 지칭하는 말이었다. 엘릭 형제의 부친인 반 호엔하임의 복제품으로 그와 똑같이 생겼다. 호엔하임과 마찬가지로 다량의 현자의 돌을 몸에 지니고 있기 때문에, 몸에서 힘을 순환시키지 않아도 연금술을 사용할 수 있다. 호문쿨루스들을 시켜 만든 연성의 조건과 그가 말하는 '제물'을 사용하여 그의 목적을 달성하려 한다. 60화 하늘의 눈, 땅의 문 편에서 아메스트리스인 전체를 현자의 돌로 만들고 신을 자신 안에 가두는데 성공하나, 61화에서 호엔하임이 발동시킨 역전의 연성진에 당해 아메스트리스인들의 영혼으로 만들어진 현자의 돌을 잃고 63화에서 에드의 마지막공격으로 현자의 돌을 전부 잃어 진리의 문에서 진리에게 당한다.

### 그 외
- 코넬로

리오르 지역을 지배하는 사이비 종교 레트교의 사이비 교주. 그의 행동을 수상히 여긴 에드워드에게 가짜임이 들통난 후 글러트니의 먹이가 된다.
- 로제

성우: 쿠와시마 호코 / 콜린 클링컨비어드 / 배주영
리오르에 사는 소녀로 독실한 레트교 신자였으나 엘릭 형제에 의해 코넬로 교주의 허위가 폭로되자 실망한다. 이후 로제 자신이 리오르의 재건에 있어서 대모 역할을 한다.
- 린 야오

성우: 미야노 마모루 / 토드 해버콘 / 홍범기
아메스트리스의 이웃나라인 싱에서 부하들과 함께 온 싱 황족의 황자. 싱 황제의 24남 19녀 중 제12 황자로 차기황위를 노릴 수 있는 위치에 있다. 보통 눈을 게슴츠레 뜨고 있어서 황족답지 않게 가볍고 방정맞은 캐릭터처럼 보이기 쉽지만, 현자의 돌을 얻어서 황제의 자리에 오르려는 야심을 가지고 있다. '아버지'에 의해 새로운 그리드로 변화한 후 단독 행동하게 되지만, 본래의 성품도 약간은 남아있어 이중인격을 가지며 두뇌 회전이 매우 빠르고 무술에 뛰어나다. 그리드가 빠져나가고 센트럴에서의 공방전이 끝난 후 현자의 돌을 가지고 싱으로 귀국하여 싱의 황제가 된다. 보기보다 엄청난 대식가이다.
- 메이 창

성우: 고토 마이 / 모니카 리얼 / 이재현
싱에서 온 황녀로, 싱 황제의 24남 19녀 중 제17 황녀. 샤오메이라는 작은 팬더를 데리고 다닌다. 소수부족인 창가 출신으로 공을 세워 부족을 지키기 위해 아메스트리스에 왔다. 수리검을 이용하는 원격 연단술과 무술이 특기이다. 스카와 동행하고 있다. 연단술에 도움이 될지도 모르는 호문클루스인 엔비의 본체를 얻어 고국으로 향하나 엔비에게 속아서 다시 센트럴로 돌아온다.
- 샤오메이

병으로 자라지 못한 암컷 판다. 메이의 둘도 없는 친구지만, 사랑스러운 외모에 어울리지 않게 사납다.
- 란팡

성우 - 미즈키 나나 / 트리나 니시무라 / 김민정
린 야오의 심복. 쿠노이치. 린을 따라 아메스트리스에 왔다. 린과 함께 호문쿨루스와 대적하던 중 인간의 모습을 한 라스를 감지하지 못해 그에게 한쪽 팔을 잃었다. 잃어버린 팔 대신에 오토메일을 장착하게 된다.
- 후

성우 - 호리 가쓰노스케 / 케니 그린 / 황원
린 야오의 심복. 란팡의 할아버지. 린을 지키는 임무에 실패하고 한쪽 팔까지 잃는 중상을 입은 란팡의 뺨을 때리며 화를 내는 등 냉정한 척 했지만, 사실은 손녀가 한쪽 팔을 잃은 것에 대해 크게 낙심하여 슬퍼한다. 센트럴 공방전에서 손녀의 팔을 잃게 한 킹 브레드레이와 맞딱뜨려 치열한 전투를 벌이지만 '최강의 눈'을 당해내지 못하고 죽는다.
- 셀림 브래드레이

이 캐릭터는 원작과 구 애니메이션의 설정이 아주 다르다.
성우 - ?? / 김정애
- 원작 - 최초의 호문클루스인 프라이드로 등장. 자세한 항목은 윗부분의 호문클루스-프라이드 참고.
- 구 애니메이션 - 킹 브래들레이 대총통의 양아들로 착하고 순진한 소년. 후반부에서 킹 브래들레이의 유골을 가지고 나오는 일을 하는 바람에 그의 손에 살해당한다.
- 반 호엔하임

성우 - 故 이시즈카 운쇼 / 존 스웨이지 / 홍시호 → 리메이크 - ?? / 장광
알과 에드의 아버지. 연금술에 대해 매우 해박한 지식을 가지고 있는 연금술사. 싱에 연단술을 전해줬다는 서쪽의 현자가 바로 호엔하임이다. 세월이 흘러도 늙지 않는 그를 이상하게 보지 않고 친구로써 대해주는 친구 피나코에 대해 고마운 마음을 갖고 있다. 가족을 버렸다는 이유로 에드워드에게 미움을 받고 있다. 원작에서 그의 정체는 수백 년 전 크세르크세스에 거주하던 한 노예로, 호문쿨루스에게 피를 나누어 준 대가로 연금술에 대한 지식을 얻게 되었다. 호문클루스의 계략으로 인해 크세르크세스가 멸망하던 날, 다량의 현자의 돌과 함께 불로불사의 몸을 얻었다. 자기가 사귀었던 친구들이 하나둘씩 늙어죽어가는 것을 보면서 처음에는 영원한 생명을 저주했으나 세월이 흐르면서 영원히 산다는 현실을 받아들이게 된다. 하지만 영원한 생명에 순응하게 될 무렵 엘릭 형제의 어머니인 트리샤 엘릭을 만나게 되고, 그녀와 사랑에 빠지고 가정을 가지게 되면서 사랑하는 가족과 함께, 같이 늙어 죽고 싶다는 소망을 갖게 된다. 트리샤에게 평생 함께 살다가 같이 늙어 죽자는 약속을 하고, 그 방법을 연구하기 위해 집을 떠났다.
구 애니메이션에서의 호엔하임은 단테와 함께 현자의 돌을 이용하여 오래전부터 생명을 연장시켜 온 사람으로 나온다. 후반부에서 에드와 함께 문의 저편에 위치한 세계의 독일로 날아가 같이 생활하게 되지만, 극장판 샴발라에서 툴레회의 음모에 의하여 붙잡히고 용으로 변신한 엔비의 이빨에 물려 빈사 상황에 놓인다. 이후 자신의 손으로 엔비의 입을 눌러 자살.
원작에서의 호엔하임은, 최후의 전투에서 엘릭 일행을 지키기 위해 현자의 돌 에너지를 모두 사용하게 한다. 진심이 통한 에드에게서 결국 아버지로서의 인정을 받게 되고, 고갈된 현자의 돌로 인해 자신의 죽음이 임박했음을 감지한 그는 리젠블로 돌아와 아내인 트리샤의 무덤 앞에서 죽음을 맞이한다.
- 트리샤 엘릭

원작에선 엘릭 형제의 어머니로 호엔하인의 아내이며 호엔하임이 떠난 후 전염병으로 죽게 되어 엘릭 형제가 인체연성하게 된다. 하지만 그녀의 혼은 이미 죽은 상태로 그 육신 안에서 움직인 것은 육체를 잃고 당황해 떠돌던 알폰스의 혼이였다.
구 애니:역시 엘릭 형제의 어머니로 엘릭 형제가 인체연성하여 호문쿨루스 '슬로스(나태)'가 된다.
- 이즈미 허넷 → 이즈미 커티스

성우: 쓰다 쇼코 / 이명선 → 리메이크 - 쓰다 쇼코 / 크리스틴 오턴 / 이선주
엘릭 형제의 스승. 과격하고 다혈질인 성격의 소유자. 엘릭 형제를 진정으로 아끼고 위할 줄 알며 온정에 약하다. 아기가 유산한 뒤, 죽은 아기(구 애니메이션에서는 후에 라스가 됨)를 연성하려다가 실패하여 에드처럼 진리의 문 너머를 보았다. 덕분에 에드처럼 연성진 없이 연금술을 사용할 수 있게 되었지만, 그 대가로서 내장의 일부를 잃어버렸기 때문에 중간중간 토혈증을 일으키곤 한다. 코믹스판에서는 후에 그녀를 방문한 호엔하임이 몸의 상태를 완화시켜 준다. 호문클루스를 타도하기 위하여 엘릭 일행과 행동을 같이한다. 명대사는 '그냥 지나가던 평범한 주부다'.
- 시그 커티스

더블리스에서 정육점을 경영하는, 이즈미가 사랑하는 남편. 우락부락하게 생겼지만 심성이 고운 애처가이다.
- 노아

극장판 샴발라에서만 등장. 집시 소녀로 점술사이다. 기존 사회에서 '주변인'이다.
- 진리

진리의 문에 있고 인체연성을 한사람들에게 자신을 '나는 너희들이 세계라고 부르는 존재 또는 우주, 또는 신, 또는 진리, 또는 전체, 또는 하나 그리고 나는 너다'라고 소개한다.
인체연성을 한사람들의 신체중 한부분을 무작위로 가져가고 그 대가로 그사람의 진리의 문을 열어 연성진없이 마음대로 연성할 수 있게 만들어 준다.
그리고 인체연성을 한 사람이 대가로 내놓은 신체의 일부는 원래 하얀색이고 입밖에 없던 자신의 몸에 붙인다.
결과적으로 엘릭형제가 여행을 하도록 만든 장본인.
- 로어

그리드의 부하. 일부분이 소로 되는 키메라이다. 브라더후드에서 킹 브래들리에게 죽임을 당한다.
- 마텔

그리드의 부하. 뱀처럼 유연한 키메라이다. 브라더후드에서 알폰스 갑옷 속에 있다가 킹 브래드레이에게 죽임을 당한다.
- 돌체트

그리드의 부하. 개와 합쳐진 키메라이다. 검을 주로 무기로 사용한다. 브라더후드에서 킹 브래드레이에게 반잘려 죽임을 당한다.
- 비도

그리드의 부하. 도마뱀과 함쳐진 키메라이다. 꼬리가 달려있으며 벽에 달라붙을 수 있다. 다른 동료들이 죽을 때 살아남았지만 센트럴에 갔을 때 기억을 잃은 그리드에게 죽임을 당한다.
- 그리드의 부하

위의 4명이외에도 2명 정도(?) 더 있다. 악어로 변신할 수 있는 키메라가 있다.
- 요키

권력을 좋아하는 전직 군인으로, 유스웰 탄광의 전 경영자.
- 가필

러시밸리에서 오토메일 상점을 경영하는 정비사.
- 셰스카

읽은 책의 내용을 모조리 기억하는 능력을 가졌다. 후에 군법회의소에 취직한다.

## 미디어

### 만화
아라카와 히로무 《강철의 연금술사》 에닉스 → 스퀘어 에닉스 〈간간 코믹스〉, 전 27권
| 권수 | 초판발행일       | 발매일           | ISBN                   | ISBN(초회 한정 특장판) |
| ---- | ---------------- | ---------------- | ---------------------- | ---------------------- |
| 1    | 2002년 2월 22일  | 2002년 1월 22일  | ISBN 4-7575-0620-1     | -                      |
| 2    | 2002년 6월 22일  | 2002년 5월 22일  | ISBN 4-7575-0699-6     | -                      |
| 3    | 2002년 10월 22일 | 2002년 9월 21일  | ISBN 4-7575-0791-7     | -                      |
| 4    | 2003년 2월 22일  | 2003년 1월 22일  | ISBN 4-7575-0855-7     | -                      |
| 5    | 2003년 7월 22일  | 2003년 6월 21일  | ISBN 4-7575-0966-9     | -                      |
| 6    | 2003년 11월 22일 | 2003년 10월 22일 | ISBN 4-7575-1047-0     | ISBN 4-7575-1048-9     |
| 7    | 2004년 4월 22일  | 2004년 3월 22일  | ISBN 4-7575-1165-5     | ISBN 4-7575-1148-5     |
| 8    | 2004년 8월 22일  | 2004년 7월 22일  | ISBN 4-7575-1230-9     | -                      |
| 9    | 2004년 12월 22일 | 2004년 11월 22일 | ISBN 4-7575-1318-6     | -                      |
| 10   | 2005년 4월 11일  | 2005년 3월 11일  | ISBN 4-7575-1386-0     | -                      |
| 11   | 2005년 8월 22일  | 2005년 7월 22일  | ISBN 4-7575-1496-4     | -                      |
| 12   | 2005년 12월 22일 | 2005년 11월 21일 | ISBN 4-7575-1573-1     | ISBN 4-7575-1549-9     |
| 13   | 2006년 4월 22일  | 2006년 3월 22일  | ISBN 4-7575-1638-X     | ISBN 4-7575-1619-3     |
| 14   | 2006년 8월 22일  | 2006년 7월 22일  | ISBN 4-7575-1719-X     | ISBN 4-7575-1695-9     |
| 15   | 2006년 12월 22일 | 2006년 11월 22일 | ISBN 4-7575-1812-9     | -                      |
| 16   | 2007년 4월 22일  | 2007년 3월 22일  | ISBN 978-4-7575-1965-7 | -                      |
| 17   | 2007년 9월 11일  | 2007년 8월 11일  | ISBN 978-4-7575-2064-6 | -                      |
| 18   | 2008년 1월 22일  | 2007년 12월 22일 | ISBN 978-4-7575-2175-9 | ISBN 978-4-7575-2127-8 |
| 19   | 2008년 4월 22일  | 2008년 3월 22일  | ISBN 978-4-7575-2237-4 | -                      |
| 20   | 2008년 9월 22일  | 2008년 8월 22일  | ISBN 978-4-7575-2353-1 | -                      |
| 21   | 2009년 1월 22일  | 2008년 12월 22일 | ISBN 978-4-7575-2439-2 | -                      |
| 22   | 2009년 5월 11일  | 2009년 4월 11일  | ISBN 978-4-7575-2538-2 | -                      |
| 23   | 2009년 9월 12일  | 2009년 8월 12일  | ISBN 978-4-7575-2602-0 | -                      |
| 24   | 2010년 1월 22일  | 2009년 12월 22일 | ISBN 978-4-7575-2742-3 | -                      |
| 25   | 2010년 5월 22일  | 2010년 4월 22일  | ISBN 978-4-7575-2840-6 | -                      |
| 26   | 2010년 9월 12일  | 2010년 8월 12일  | ISBN 978-4-7575-2929-8 | -                      |
| 27   | 2010년 12월 22일 | 2010년 11월 22일 | ISBN 978-4-7575-3054-6 | -                      |

### 애니메이션
《강철의 연금술사》
MBS·TBS 계열에서 2003년 10월부터 2004년 9월까지 방송했다. 전 51화
원작의 연재 종료 예정을 모르는 시기에 제작되었기 때문에, 후반부는 원작과는 다른 애니메이션 독자적인 오리지널 스토리로 전개했다.
《강철의 연금술사 - 샴발라를 정복한 자》
2005년 7월 23일에 쇼치쿠에서 개봉했다.
상기 텔레비전 시리즈의 최종화의 그 후를 다룬 2003년판 애니메이션의 완결판이다.
《강철의 연금술사 BROTHERHOOD》
MBS·TBS 계열에서 2009년 4월부터 2010년 7월까지 방송했다. 전 64화.
원작의 내용을 따르는 내용으로 애니메이션화했다.
《강철의 연금술사: 미로스의 성스러운 별》
2011년 7월 2일에 쇼치쿠에서 개봉했다.
원작 제45화(2009년판 애니메이션 제21화)의 시기에 일어난 이야기. 서쪽의 국경 테이블 시티에서의 싸움을 다룬다.

### 소설
강철의 연금술사 1 (자갈의 대지) ISBN 9788952959041

강철의 연금술사 2 (포로가 된 연금술사) ISBN 9788952958976

강철의 연금술사 3 (흰꽃 흩날리는 계곡) ISBN 9788952958983

강철의 연금술사 4 (머나먼 하늘 아래) ISBN 9788952968494

강철의 연금술사 5 (각각의 인연) ISBN 9788952975942

강철의 연금술사 6 (새로운 시작) ISBN 9788925849133

### 오디오 드라마
Fullmetal Alchemist Vol. 1: 砂礫の大地

Fullmetal Alchemist Vol. 2: 偽りの光 真実の影

Fullmetal Alchemist Vol. 3: 咎人たちの傷跡

Fullmetal Alchemist: 霧のオグターレ

Fullmetal Alchemist: 天上の宝冠

### 2003~2005년 비디오게임
원작의 스토리를 따라가기도 하지만 대부분 오리지널 스토리로 진행된다.
- GBA

(반다이 남코 게임즈) 강철의 연금술사 ~추억의 주명곡(소나타)~

(반다이 남코 게임즈) 강철의 연금술사 ~미주의 윤무곡(론도)~
- PS2

(반다이 남코 게임즈) 강철의 연금술사 ~드림 카니발~

(스퀘어 에닉스) 강철의 연금술사 ~날지 못하는 천사~

(스퀘어 에닉스) 강철의 연금술사 2 ~붉은 엘릭실의 악마~

(스퀘어 에닉스) 강철의 연금술사 3 ~신을 잇는 소녀~
- NDS

(반다이 남코 게임즈) 강철의 연금술사 ~Dual Sympathy~

### 2009년~2010년 비디오게임
- Wii

(스퀘어 에닉스) 강철의 연금술사 ~새벽의 왕자~

(스퀘어 에닉스) 강철의 연금술사 ~황혼의 소녀~
- PSP

(반다이 남코 게임즈) 강철의 연금술사 ~배후를 맡긴 자~

(반다이 남코 게임즈) 강철의 연금술사 ~약속의 날로~

### 콜라보
- 게임

메이플스토리

아라드 전기

마비노기

발차기공주 돌격대

디바인 게이트

라인 레인저스

포코롱던전즈

발카리 아나토미아

12오딘스

서몬즈보드

몬스터 스트라이크

나와 드래곤

누구를 위한 알케미스트

- 그 외

컨셉카페

신일본제철

super groupies(액세서리)

EXILIM(카메라)

zo-3 (기타)

## 같이 보기
- 진리의 문
- 등가교환
- 현자의 돌
- 강철의 연금술사 BROTHERHOOD
- 강철의 연금술사 (영화)